# Agrypon rubricatum
Agrypon rubricatum là một loài tò vò trong họ Ichneumonidae.